# Pusiola nana
Pusiola nana là một loài bướm đêm thuộc phân họ Arctiinae, họ Erebidae.